# Cystolepiota luteohemisphaerica
Cystolepiota luteohemisphaerica är en svampart som först beskrevs av Dennis, och fick sitt nu gällande namn av I. Saar & Læssøe 2008. Cystolepiota luteohemisphaerica ingår i släktet Cystolepiota och familjen Agaricaceae.   Inga underarter finns listade i Catalogue of Life.